# Серен-оол, Владимир Седипович
Владимир Седипович Серен-оол (14 марта 1942 — 14 июня 1994 года) — тувинский поэт, писатель и драматург. Заслуженный писатель Тувы.

## Биография
Владимир Серен-оол родился в местечке Дус-Даг (Овюрский кожуун Тувы) в 1942 году. Образование получил в Ленинградском Институте театра, музыки и кинематографии, а также на Высших литературных курсах при Литературном институте им. М.Горького в Москве и на курсах сценаристов ГИТИСа.  Работал в Тувинском музыкально-драматическом театре актёром, а потом заведующим литературной частью, литературным сотрудником  в газетах «Тыванын аныяктары» и «Шын».

## Творчество
Литературная деятельность Серен-оола началась в 1958 году. Он - автор первого в тувинской поэзии венка сонетов "Ынакшыл" (Любовь). Больше всего поэта волнуют проблемы нравственности, экология природы и души. На его стихи композиторы сложили немало лирических песен, которые особенно популярны среди молодежи. Его перу принадлежат поэтические сборники «Стихи» (Сыгыт), «Всполохи» (Солаңгы), «Монолог солнца», «Почерк любви», «Узел». Он является автором первого в тувинской литературе венка сонетов («Любовь»). Проза Серен-оола представлена сборником рассказов и повестей «Узорчатые следы» (Хээлиг истер) и повестью-сказкой «Каң-кыс». На сцене тувинских театров были поставлены пьесы Серен-оола «Дороги, дороги…», «Когда цветут таволги», «Суд матерей», «Пиршество», «Чувства», «Дарыймаа», «Охотник Кудер», «Эне-Сай-Мерген».
Серен-оол перевёл на тувинский язык ряд произведений С. А. Есенина, М. Ю. Лермонтова, А. С. Пушкина, Ж.-Б. Мольера, Тикамацу Мондзаэмона, У. Гаджибекова и др. В свою очередь, произведения Серен-оола переведены на алтайский, бурятский, киргизский, монгольский, русский, украинский, хакасский и якутский языки. Был членом Союза писателей СССР, Союза журналистов СССР, членом Союза театральных работников России.
Умер 14 июня 1994 года.

## Награды и звания
- заслуженный писатель Тувы (1992)
- лауреат конкурса им. С. Сарыг-оола Министерства культуры Республики Тыва

## Память
25 мая 2012 года на доме, где в 1976—1994 годах жил Серен-оол была открыта посвящённая ему мемориальная доска.